# Francisco Jiménez
Francisco Jiménez foi um nobre náuatle da cidade de Tecamachalco (perto de Puebla de los Angeles). Ele atuou como juiz-governador de Tenochtitlan de 1568 a 1573, e foi a primeira pessoa nascida fora da cidade a governar Tenochtitlan .
A nomeação de Francisco Jiménez como governador interino de Tenochtitlan encerrou as disputas legais engendradas pelos macehualtin (camponeses) da região. Jiménez conquistou este cargo após os eleitores de Tenochtitlan não encontrarem nenhum sucessor viável para Nanacacipactzin na linhagem real. Indicado como juiz, Jiménez ocupou o cargo como os quauhtlatoque (governantes interinos) tinham feito. Sua posse ocorreu depois de um período de incertezas de três anos quando nenhum Tlatoani se sentou no trono de Tenochtitlan. A Cidade do México estava em uma espécie de transição política na decada de 1560, e os desafios políticos também eram sentidos entre os espanhóis. Chimalpahin informa que as autoridades frustraram uma revolta organizada por Alonso de Ávila e Gil Gonzáles de Alvarado e descreveu suas execuções em 1566. Dezenove outros foram presos e mais dois participantes foram decapitados em 1568 em decorrência desta tentativa de levante. Em meio a esse turbilhão, Tenochtitlan  não conseguiu encontrar um governante adequado, e oito anos se passaram entre a morte de Nanacacipactzin e a posse do próximo governador regular .
O interregno de oito anos, no entanto, foi o mais longo desde a época da conquista e foi muito superior ao hiato anterior de Estevan Guzman (que governou de 1554 a 1557) e ocupava o cargo de governador mas não era reconhecido como Tlatoani. A lei espanhola, embora encorajasse a abertura de processos através das instituições reais para mitigar a violência durante a sucessão, não ditava aos tecnochcas como escolher seus sucessores deixando essas questões para os costumes locais e as tradições. Líderes indígenas através de uma ação judicial de 1564 colocaram em jogo o futuro político ao envolver as cortes espanholas. Estas tinham a capacidade de conceder-lhes vantagens em face das incertezas advindas da crise de sucessão. Mas, no entanto, nem os autores nem os réus pareciam ter uma clara vantagem com a mudança .
Jiménez veio a falecer em 1573 em sua residência  e foi substituído por Antonio Valeriano (o velho) que ficou no cargo por quase o resto de sua vida de 1573 a 1599)..
| Precedido por Nanacacipactzin | 5º Governador de Tenochtitlan 1568 – 1573                   | Sucedido por Antonio Valeriano |
| Precedido por ????            | Alcaide de Tecamachalco 1546 com Diego Rodrigues Tlacotizin | Sucedido por ????              |